# Challengers (película)
Challengers (Rivales en España, Desafiantes en Hispanoamérica) es una película de comedia dramática deportiva romántica estadounidense del 2024 dirigida por Luca Guadagnino, escrita por Justin Kuritzkes, y protagonizada por Zendaya, Josh O'Connor y Mike Faist. Su trama sigue a un campeón de tenis del Grand Slam que se inscribe para competir en un evento challenger contra su antiguo mejor amigo y ex amante de su esposa y entrenadora.
El guion de Kuritzkes fue adquirido por MGM en febrero de 2022, y el elenco principal y Guadagnino fueron contratados poco después; Zendaya, O'Connor y Faist entrenaron durante meses con el ex tenista y entrenador Brad Gilbert para prepararse para sus papeles. La fotografía principal se realizó de mayo a junio de 2022, principalmente en Boston. Sayombhu Mukdeeprom, quien anteriormente trabajó con Guadagnino en Call Me by Your Name (2017) y Suspiria (2018), se desempeñó como director de fotografía.
Retrasado su estreno inicial en septiembre de 2023 en respuesta a la Huelga SAG-AFTRA de 2023, Challengers se estrenó en Sídney el 26 de marzo de 2024 y fue estrenada en cines en los Estados Unidos por Amazon MGM Studios un mes después. La película recaudó 96 millones de dólares en todo el mundo y recibió reseñas positivas de los críticos, además de cuatro nominaciones en la 82.ª edición de los Premios Globo de Oro (incluyendo Mejor película - Comedia o musical).

## Sinopsis
En 2006, los amigos Patrick Zweig y Art Donaldson ganan el título de dobles junior masculino en el Abierto de Estados Unidos . Ven un partido jugado por Tashi Duncan, una estrella del tenis en ascenso, de quien Patrick y Art se enamoran. Después de conocerse en una fiesta, Tashi se une a Art y Patrick en su habitación de hotel, donde los tres se besan antes de que Tashi termine abruptamente la cita. Promete darle su número de teléfono a quien gane la final al día siguiente. Patrick gana el partido y luego le hace una señal a Art de que tuvo relaciones sexuales con Tashi colocando la pelota en el cuello de su raqueta antes de sacar, un tic de Art.
En 2007, Tashi y Art juegan tenis universitario en la Universidad de Stanford , mientras que Patrick se vuelve profesional y comienza una relación a larga distancia con Tashi. Art le sugiere a Tashi que Patrick no la ama. Cuando Patrick visita Stanford, Art le sugiere de manera similar que Tashi no toma la relación en serio. Tashi y Patrick discuten sobre sus intentos de entrenar a Patrick en tenis, y Patrick se salta su partido como resultado; mientras juega, Tashi se rompe el ligamento cruzado anterior . Patrick va a ver a Tashi, pero Tashi exige enfadada que se vaya. Art se pone de su lado, poniendo fin a su amistad con Patrick. Art ayuda en la recuperación de Tashi, pero su lesión acaba con su carrera en el tenis.
En 2009, Tashi se reencuentra con Art y se convierte en su entrenadora y novia. En 2011, Tashi y Art están comprometidos y la carrera de Art va en ascenso. Tashi y Patrick se encuentran en el Abierto de Atlanta y tienen una aventura de una noche, de la que Art se da cuenta.
En 2019, Tashi y Art son una pareja adinerada y poderosa con una hija pequeña. Art está a solo un título del US Open de un Grand Slam de carrera , pero ha estado luchando debido a lesiones y la edad. Tashi inscribe a Art como wild card en un evento Challenger en New Rochelle, Nueva York , con la esperanza de aumentar su confianza y devolverlo a su forma. Patrick, que vive en su auto y sobrevive con las ganancias de los circuitos inferiores, también participa en el New Rochelle Challenger.
Al percibir la desilusión de Art, Patrick le pide a Tashi que lo entrene para lograr una última temporada ganadora. Ella se niega, pero se queda con el papel con su número de teléfono. Art y Patrick comienzan en extremos opuestos de la clasificación y avanzan por los grupos hasta que se encuentran uno contra el otro en la final. El día antes del partido final, Patrick intenta reconectarse con Art, pero Art lo rechaza.
La noche anterior a la final, Art le dice a Tashi que planea retirarse al final de la temporada, gane o no el Abierto. Tashi no está contento, pero acepta a regañadientes la decisión de Art. Esa noche, Tashi se reúne en secreto con Patrick para pedirle que le haga perder el partido a Art, alegando que es para aumentar su confianza y salvar su matrimonio. Patrick está disgustado, pero luego acepta, y él y Tashi tienen una discusión apasionada antes de tener sexo dentro de su auto.
El día de la final, Tashi observa cómo Art y Patrick juegan. Patrick gana el primer set y Art el segundo. Aunque el partido sigue igualado, Art alcanza un punto de partido. Patrick señala que se ha acostado con Tashi utilizando el tic de saque de Art, que Tashi no puede descifrar. Aturdido, Art permite que Patrick marque para llevar el partido a un tie break final.
Durante el tie break, Art y Patrick intercambian furiosamente golpes de fondo, pero empiezan a sonreír mientras continúan. El intercambio se intensifica y Art salta para lanzar una volea a la red. Cuando Art se lanza para un último tiro, choca con Patrick sobre la red y los dos se abrazan. Tashi salta de su asiento y anima a los jugadores.

## Reparto

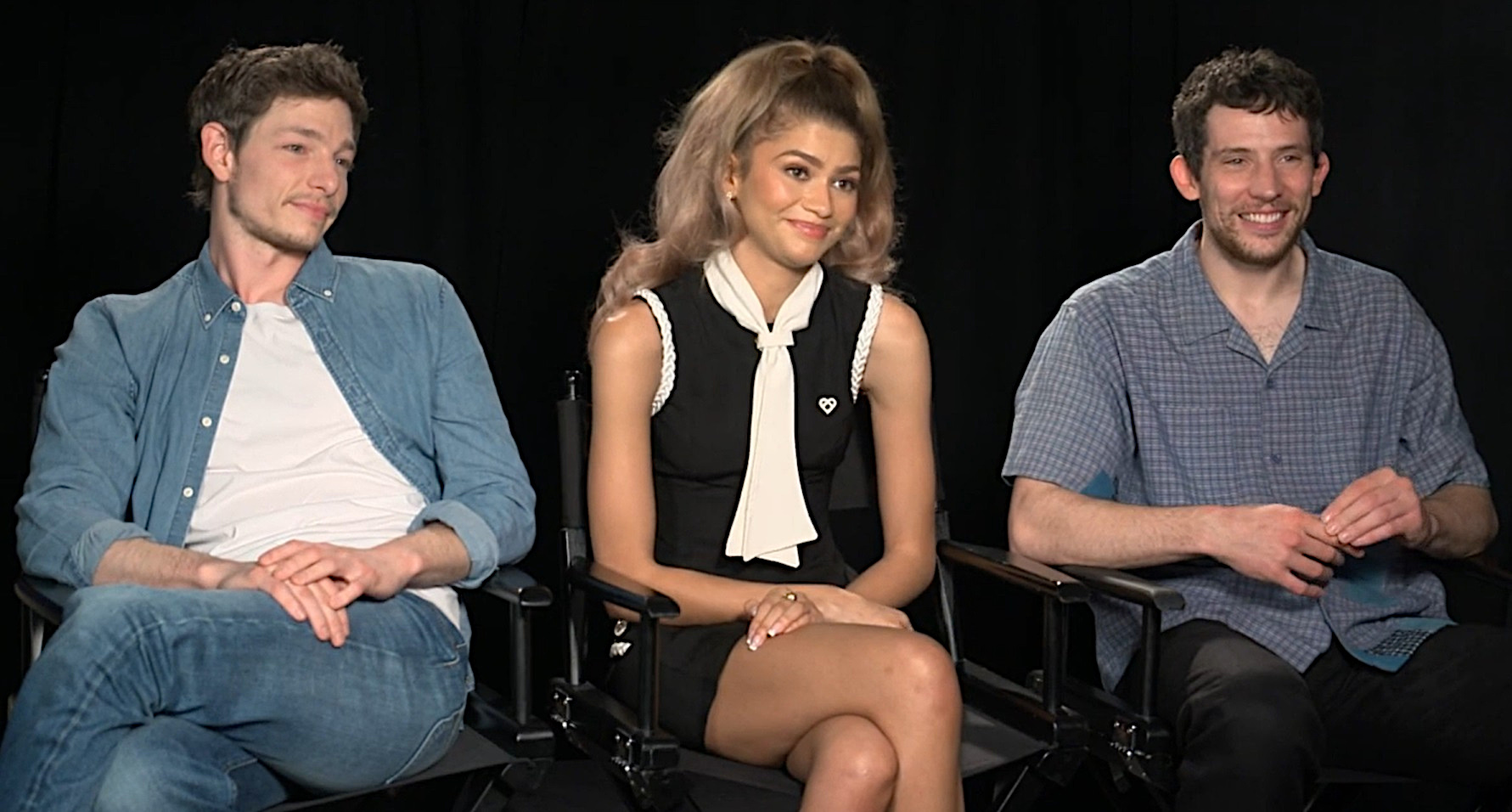
Elenco principal de la película

- Zendaya como Tashi Duncan Donaldson
- Josh O'Connor como Patrick Zweig
- Mike Faist como Art Donaldson
- Jake Jensen como Finn Larsen
- Nada Despotovich como Sra. Duncan
- A.J. Lister como Lily Donaldson
- Naheem Garcia como Sr. Duncan

## Producción
En febrero de 2022 se anunció que Metro-Goldwyn-Mayer había obtenido la película, que tendría a Luca Guadagnino como director y Zendaya, Josh O'Connor y Mike Faist como protagonistas. Zendaya también se desempeñaría como productora de la película. Sayombhu Mukdeeprom se desempeña como director de fotografía. En una entrevista de 2022 con Collider, Guadagnino citó el guion de Kuritzkes, Amy Pascal y Zendaya como inspiración para hacer la película.
La fotografía principal comenzó el 3 de mayo de 2022 en Boston, en donde se realizó una convocatoria de casting para que los residentes locales audicionaran para interpretar a jugadores de tenis, extras generales y suplentes. En preparación para su papel, Zendaya pasó tres meses entrenando con el tenista profesional convertido en entrenador Brad Gilbert. El rodaje se realizó en los barrios de Back Bay y East Boston y sus alrededores. La filmación terminó el 26 de junio de 2022. Guadagnino visitó a Zendaya en el set de Dune: parte dos para completar ADR para Challengers. Trent Reznor y Atticus Ross componen la banda sonora de la película, habiendo trabajado previamente con Guadagnino en Bones and All. Jonathan Anderson, director creativo de Loewe, se desempeñó como diseñador de vestuario. La posproducción se completó en abril de 2023.
La banda sonora de la película, realizada por Trent Reznor y Atticus Ross, fue publicada por Milan Records para su venta y descarga digital y streaming el mismo día del estreno de la película.

## Estreno
La película tuvo su premier en Sídney, Australia, el 26 de marzo de 2024, seguido de otras premieres en París, Londres y en el Teatro Chino TCL de Los Ángeles, al último de los cuales asistió la tenista Venus Williams. Fue estrenada en cines e IMAX en Estados Unidos y Canadá por Amazon MGM Studios el 26 de abril de 2024. En México, tuvo su estreno el 25 de abril de 2024.
Challengers estaba programado para que inaugurase el 80.º Festival de Cine de Venecia, con fecha de estreno en Estados Unidos el 15 de septiembre de 2023. Sin embargo, estas fechas de estreno se retrasaron debido a la huelga SAG-AFTRA 2023. Además, en un primer lugar la película tampoco tenía previsto su estreno en cines de Francia y se transmitiría directamente en Amazon Prime Video.

## Recepción
En Estados Unidos y Canadá, Challengers se estrenó junto con Boy Kills World y Unsung Hero, y se prevé que recaude entre 12 y 15 millones de dólares en 3.400 salas en su primer fin de semana. La película recaudó 6,2 millones de dólares en su primer día, incluidos 1,9 millones de dólares en los avances del jueves por la noche.
En cuanto a crítica, en el sitio web de recopilación de reseñas Rotten Tomatoes, el 87% de las 230 críticas son positivas, con una calificación promedio de 8/10. El consenso del sitio web dice: "Con este trío de destacados artistas, "Challengers" es un gran juego cinético y sexy en la cancha". Metacritic, que utiliza un promedio ponderado, asignó la película una puntuación de 83 sobre 100, basada en 58 críticas, lo que indica "aclamación universal".